# Protaetia bipunctata
Protaetia bipunctata es una especie de escarabajo del género Protaetia, familia Scarabaeidae. Fue descrita científicamente por Gory & Percheron en 1833.
Habita en Borneo y Célebes.